# پایگاه هوایی میچورینسک
پایگاه هوایی میچورینسک (به انگلیسی: Michurinsk (air base)) یک فرودگاه نظامی است که یک باند فرود بتن دارد و طول باند آن ۲۲۰۰ متر است. این فرودگاه در کشور روسیه قرار دارد و در ارتفاع ۱۶۴ متری از سطح دریا واقع شده‌است.